# Montliard

Montliard este o comună în departamentul Loiret din centrul Franței. În 1 ianuarie 2022 avea o populație de 230 de locuitori.